# Граев, Марк Иосифович
Марк Ио́сифович Гра́ев (21 ноября 1922 — 22 апреля 2017) — советский и российский математик. Доктор физико-математических наук (1959).

## Биография
Его отец, Иосиф Маркович (Мордухович) Граев (1896—1954), уроженец Слуцка, учился на математическом отделении Петроградского университета, был вынужден прервать учёбу в годы гражданской войны, служил политработником в РККА до середины 1930-х годов, затем преподавателем в военном училище и на Московских курсах усовершенствования командного политсостава. Мать, Валентина Ивановна Граева-Хвалебнова (в девичестве Борковская), заведовала школьной библиотекой и Замоскворецким педагогическим музеем на Ордынке. Племянник лингвиста В. И. Борковского, действительного члена АН СССР.
Одновременно с учёбой в школе, М. И. Граев с 1937 года посещал математический кружок при МГУ. В 1939 году получил первую премию математической олимпиады МГУ и в том же году поступил на первый курс МГУ. В годы Великой Отечественной войны продолжил обучение в Свердловском университете, а затем вновь в эвакуированном в Свердловск Московском университете. Окончил механико-математический факультет МГУ в 1944 году и был оставлен в аспирантуре. Кандидатскую диссертацию по теме «Свободные топологические группы» защитил в 1947 году под руководством А. Г. Куроша. Одновременно преподавал на кафедре математического анализа.
В 1948 году, после окончания аспирантуры, был направлен старшим научным сотрудником в НИИ Академии артиллерийских войск. С 1949 года посещал семинар И. М. Гельфанда и вскоре начал совместную с ним работу в области теории представлений, результатом которой стало множество совместных статей на протяжении последующих десятилетий.
В 1951—1958 годах — доцент в Московском институте стали и сплавов и по совместительству доцент кафедры высшей алгебры МГУ (1952—1956), в 1958—1991 годах — в отделе И. М. Гельфанда в Институте прикладной математики АН СССР (с 1991 года переведённом в Научно-исследовательский институт системных исследований РАН) и по совместительству профессор в Коломенском педагогическом институте (1967—1969) и во Всесоюзном заочном педагогическом институте (1970—1980). Докторскую диссертацию по теме «Аналитические функции многих комплексных переменных и представления вещественных простых групп Ли» защитил в 1959 году.
Основные труды в области функционального анализа, теории представлений и её приложений. Соавтор основополагающих монографий «Интегральная геометрия и связанные с ней вопросы теории представлений» (совместно с И. М. Гельфандом и Н. Я. Виленкиным; М., 1962) и «Теория представлений и автоморфные функции» (М., 1966, с И. М. Гельфандом и И. И. Пятецким-Шапиро), обе — в серии «Обобщённые функции»: выпуски 5 и 6; «Операторы Фурье-Вейля на основном аффинном пространстве группы Шевалле» (М., 1973, с С. И. Гельфандом), «Избранные задачи интегральной геометрии» (с И. М. Гельфандом и С. Г. Гиндикиным, 1998, 2000, 2007, английское издание — 2002) и «Геометрические и топологические структуры на группоидах» (2002, с А. В. Когановым).
За монографию «Избранные задачи интегральной геометрии» авторский коллектив был удостоен Государственной премии Российской Федерации (1998).

## Семья
- Сын — математик Михаил Маркович Граев (1955—2013), кандидат физико-математических наук (2007)[7].
- Дочь — математик Елена Марковна Граева (род. 1958).

## Награды
- Государственная премия Российской Федерации (1998).
- Жизнь, посвящённая математике (2014)